# Thrincotropis capensis
Thrincotropis capensis är en insektsart som beskrevs av Miller, N.C.E. 1932. Thrincotropis capensis ingår i släktet Thrincotropis och familjen Pamphagidae. Inga underarter finns listade i Catalogue of Life.